# 上沃尔茨附近温克勒恩
上沃尔茨附近温克勒恩是奥地利施蒂利亚州穆劳县的一个市镇。总面积68.75平方公里，总人口929人，人口密度13.5人/平方公里（2005年）。

## 地理
上沃尔茨附近温克勒恩坐落在穆劳的东北方距离12公里。